# I. e. 4. század

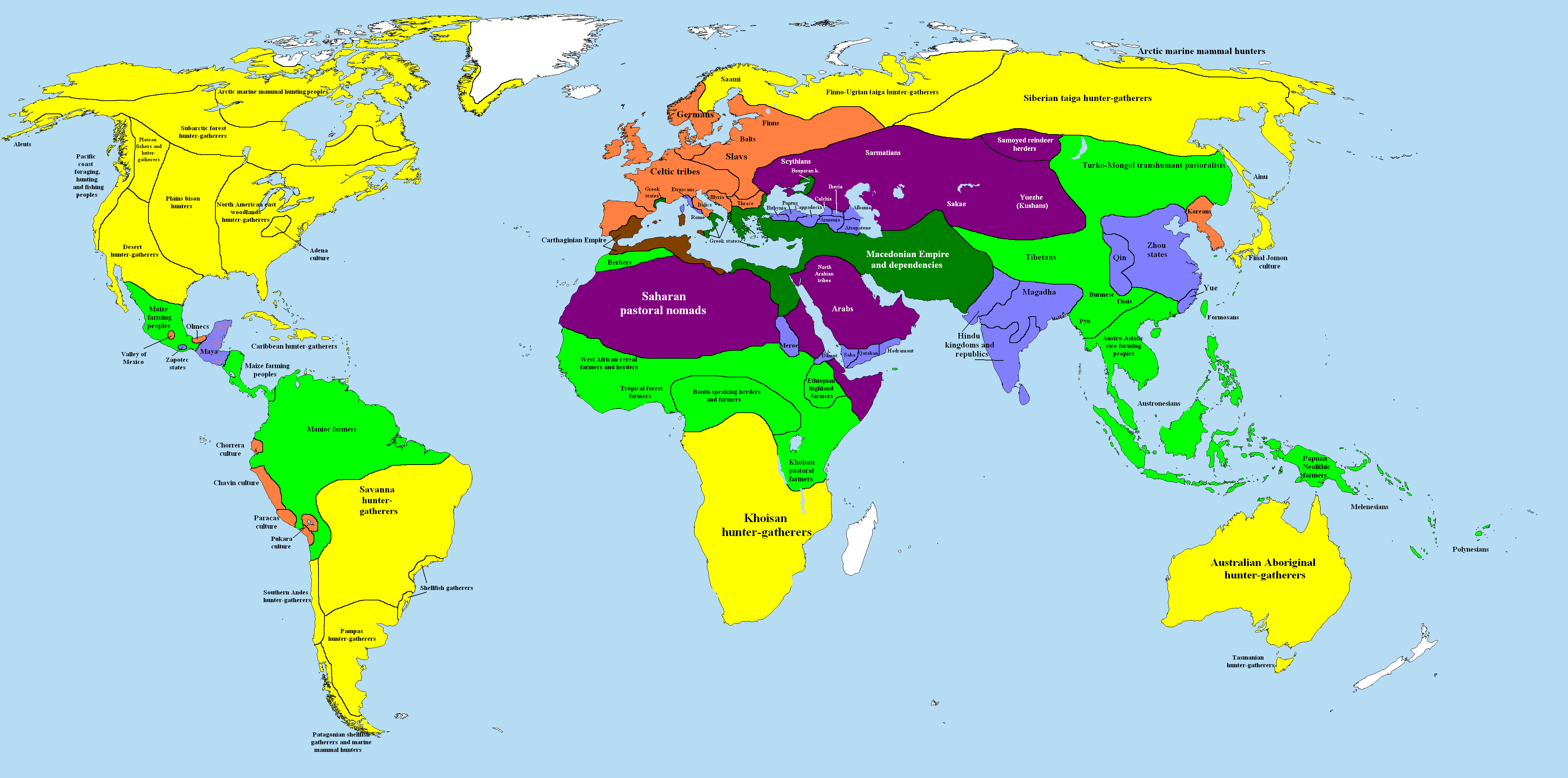
A világ i. e. 323 körül, Nagy Sándor halála idején (angol nyelvű)

## Események

### Itália
- i. e. 396: A rómaiak meghódítják az etruszkokat
- i. e. 391: A kelta gallok Brennus vezetésével betörnek Itáliába és megtámadják Rómát
- i. e. 387: A gallok elpusztítják Rómát
- i. e. 368–366: Leges Liciniae Sextiae (törvények)
- i. e. 343-tól: Róma háborúi a szamniszokkal
- I. e. 340–338: Róma leveri a latiumi városokat (latin háború), feloszlatja szövetségüket, és római polgárok letelepítésével (coloniák) biztosítja uralmát Latiumban
- i. e. 326: a Római Köztársaságban a lex Poetelia Papiria megszünteti az adósrabszolgaságot

### Görögök
- Spárta elveszíti tengeri fensőbbségét
- I. e. 399–394: A perzsák és Spárta háborúja
- i. e. 378: Athén vezetésével megalakul a második déloszi szövetség. (Az elsőnél kevesebb taggal, önállóságuk nagyobb.)
- i. e. 371: Döntő győzelmet aratnak Spárta felett a leuktrai csatában
- A század közepén II. Philipposz makedón fennhatóság alá vonja Thesszáliát (i. e. 352) és Trákiát, i. e. 348-ra pedig minden területet ellenőrzése alá von, ami északra esik a Thermopülai-szorostól
- i. e. 338: Khairóneiai csata Philipposz makedón király serege és az athéni-thébai szövetséges sereg között

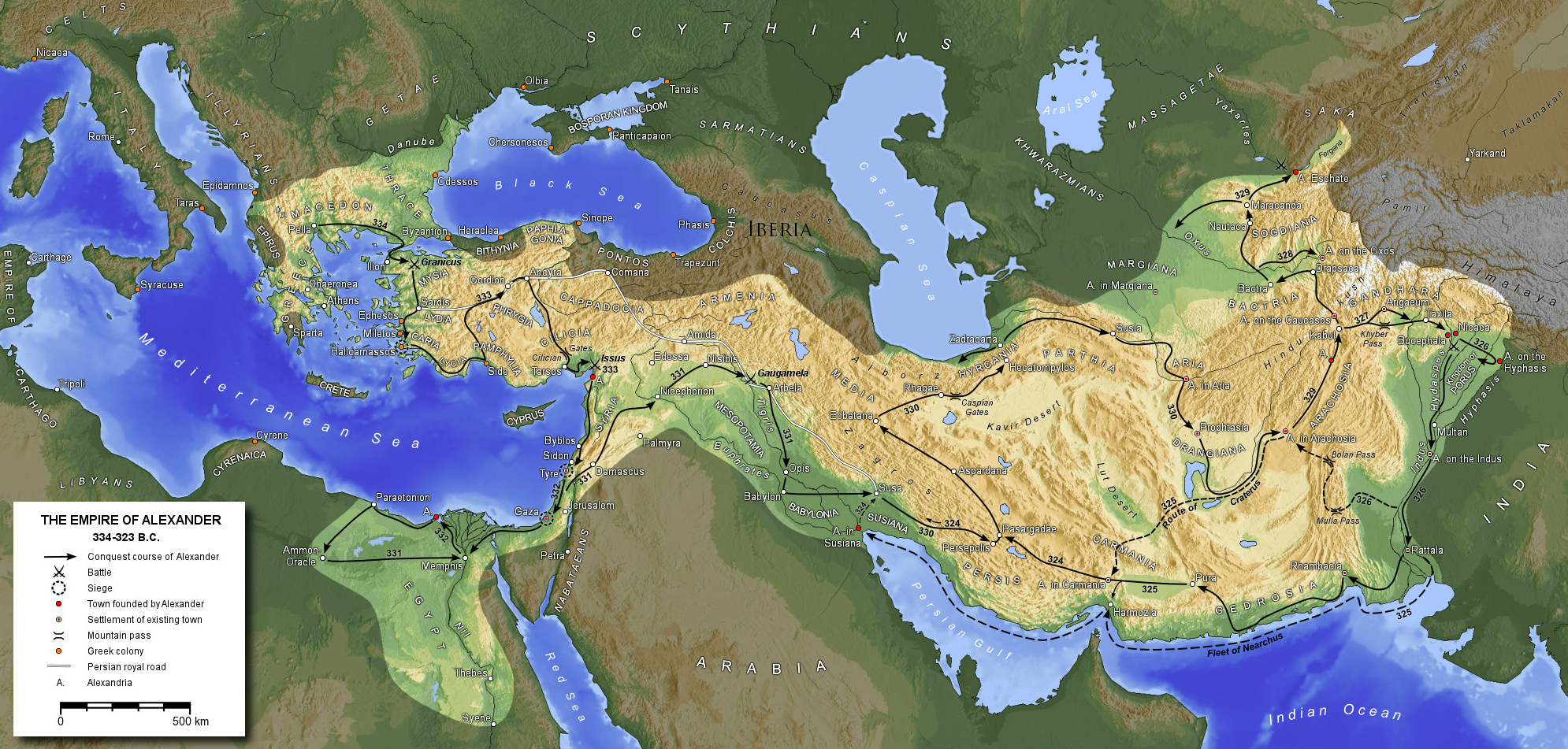
Nagy Sándor birodalma

### Nagy Sándor
- I. e. 336–323: Nagy Sándor makedón király. A makedón világbirodalom alapítása
  - I. e. 335: Nagy Sándor leveri a görögök felkelését, és megtorlásul lerombolja Thébait
  - I. e. 334: Átkel Ázsiába és megindítja háborúját a perzsa birodalom meghódítására. Legyőzi a perzsákat a granikoszi csatában
  - i. e. 333: Vereséget mér III. Dareiosz perzsa uralkodó seregére Isszosznál
  - i. e. 332: Megostromolja Türoszt, elfoglalja Egyiptomot
  - i. e. 331: A gaugamélai csatában megveri az utolsó perzsa sereget, Babilon, Szúsza és Perszepolisz Nagy Sándor kezére jut, aki a perzsa nagykirályok örököseként lép fel
  - i. e. 330–327: Meghódítja Irán keleti tartományait
  - i. e. 327–325: Benyomul az Indus völgyébe
  - i. e. 323: 33 évesen meghal Babilonban, amelyet világbirodalma székhelyéül választott. Hatalma hadvezéreire, a diadokhoszokra száll.

### Kis-Ázsia
- i. e. 301: Ipszoszi csata ("a királyok csatája")

### Kína
- A hadakozó fejedelemségek kora" (i. e. 453/403–i. e. 221)
- i. e. 359 - i. e. 338: Sang Jang, a legizmus teoretikusának reformjai Csinben

### India
- A Nanda-dinasztia alatt Pandzsáb kivételével egész Észak-India egyesül a Magadha Birodalomban
- i. e. 327 - i. e. 325: Nagy Sándor indiai hadjárata
- i. e. 322-től: Csandragupta uralkodó kiűzi a makedónokat az Indus völgyéből és megalapítja a Maurja-dinasztiát.

## Kultúra

### A Földközi-tenger térsége
- i. e. 331: Alexandria alapítása

### Kína
- Beszélgetések és mondások - Konfuciusz bölcseletei, amelyet tanítványai jegyeznek le

### Közép-Amerika
- I. e. 400 körül ért véget az olmékok civilizációja, amit i. e. 1500 körül hoztak létre a mai Mexikó területén.

### Dél-Amerika
- Chavín-kultúra
- Paracas-kultúra

### Fekete-Afrika
- A Nok kultúra Fekete-Afrikában

## Fontosabb személyek

### Uralkodók, hadvezérek
- Nagy Sándor makedón uralkodó
- Csandragupta Maurja indiai uralkodó

### Egyéb
- Arisztotelész (i. e. 384 – i. e. 322) görög filozófus
- Hermarkhosz, görög filozófus
- Démoszthenész athéni politikus, szónok
- Daimakhosz, görög földrajztudós
- Epikurosz (i. e. 341 – i. e. 270) görög filozófus
- Arisztogitón (i. e. 4. század) görög rétor
- Artemón (i. e. 4. század?) görög epigrammaköltő
- Athanasz (Athanisz) (i. e. 4. század) görög történetíró
- Axionikosz (i. e. 4. század) görög komédiaköltő

## Találmányok, felfedezések
- Praxagorasz görög orvos boncolásai eredményeként megkülönbözteti a vénákat és az artériákat. A betegségeket tíz testnedv változásaira vezeti vissza.
- Szusruta (wd) indiai orvos számos sebészeti műszert és beavatkozást ír le Szusruta szamhita (wd) c. művében, melyben közli a cukorbetegség tüneteit, és azt, hogy a cukorbetegek vizelete édes ízű.

## Évtizedek és évek
Az időszámításunk előtti 4. század i. e. 301-től i. e 400-ig tart.
| i. e. 400-as évek | i. e. 409 | i. e. 408 | i. e. 407 | i. e. 406 | i. e. 405 | i. e. 404 | i. e. 403 | i. e. 402 | i. e. 401 | i. e. 400 |
| i. e. 390-es évek | i. e. 399 | i. e. 398 | i. e. 397 | i. e. 396 | i. e. 395 | i. e. 394 | i. e. 393 | i. e. 392 | i. e. 391 | i. e. 390 |
| i. e. 380-as évek | i. e. 389 | i. e. 388 | i. e. 387 | i. e. 386 | i. e. 385 | i. e. 384 | i. e. 383 | i. e. 382 | i. e. 381 | i. e. 380 |
| i. e. 370-es évek | i. e. 379 | i. e. 378 | i. e. 377 | i. e. 376 | i. e. 375 | i. e. 374 | i. e. 373 | i. e. 372 | i. e. 371 | i. e. 370 |
| i. e. 360-as évek | i. e. 369 | i. e. 368 | i. e. 367 | i. e. 366 | i. e. 365 | i. e. 364 | i. e. 363 | i. e. 362 | i. e. 361 | i. e. 360 |
| i. e. 350-es évek | i. e. 359 | i. e. 358 | i. e. 357 | i. e. 356 | i. e. 355 | i. e. 354 | i. e. 353 | i. e. 352 | i. e. 351 | i. e. 350 |
| i. e. 340-es évek | i. e. 349 | i. e. 348 | i. e. 347 | i. e. 346 | i. e. 345 | i. e. 344 | i. e. 343 | i. e. 342 | i. e. 341 | i. e. 340 |
| i. e. 330-as évek | i. e. 339 | i. e. 338 | i. e. 337 | i. e. 336 | i. e. 335 | i. e. 334 | i. e. 333 | i. e. 332 | i. e. 331 | i. e. 330 |
| i. e. 320-as évek | i. e. 329 | i. e. 328 | i. e. 327 | i. e. 326 | i. e. 325 | i. e. 324 | i. e. 323 | i. e. 322 | i. e. 321 | i. e. 320 |
| i. e. 310-es évek | i. e. 319 | i. e. 318 | i. e. 317 | i. e. 316 | i. e. 315 | i. e. 314 | i. e. 313 | i. e. 312 | i. e. 311 | i. e. 310 |
| i. e. 300-as évek | i. e. 309 | i. e. 308 | i. e. 307 | i. e. 306 | i. e. 305 | i. e. 304 | i. e. 303 | i. e. 302 | i. e. 301 | i. e. 300 |
| i. e. 290-es évek | i. e. 299 | i. e. 298 | i. e. 297 | i. e. 296 | i. e. 295 | i. e. 294 | i. e. 293 | i. e. 292 | i. e. 291 |           |